# Xylocheles miersi
Xylocheles miersi is een tienpotigensoort uit de familie van de Pylochelidae. De wetenschappelijke naam van de soort is voor het eerst geldig gepubliceerd in 1899 door Alcock & Anderson.